# An Trạch
An Trạch là một xã thuộc tỉnh Cà Mau, Việt Nam.

## Địa lý
Xã An Trạch có vị trí địa lý:
- Phía đông giáp xã Gành Hào và xã Long Điền
- Phía tây và phía nam giáp xã Định Thành
- Phía bắc giáp phường Giá Rai và xã Phong Thạnh.

Xã An Trạch có diện tích 100,23 km², dân số năm 2024 là 28.412 người, mật độ dân số đạt 283 người/km².

## Lịch sử
Năm 1896, làng An Trạch, tổng Quảng Long thuộc hạt tham biện Bạc Liêu.
Ngày 5 tháng 10 năm 1917, thực dân Pháp thành lập quận Giá Rai thuộc tỉnh Bạc Liêu. Làng An Trạch, tổng Quảng Long thuộc quận Giá Rai.
Sau năm 1975, xã An Trạch thuộc huyện Giá Rai, tỉnh Bạc Liêu.
Ngày 20 tháng 9 năm 1975, Bộ Chính trị ban hành Nghị quyết số 245-NQ/TW về việc hợp nhất tỉnh Bạc Liêu, tỉnh Cà Mau và hai huyện An Biên, Vĩnh Thuận (ngoại trừ 2 xã Đông Yên và Tây Yên) của tỉnh Rạch Giá thành một tỉnh mới, tên gọi tỉnh mới cùng với nơi đặt tỉnh lỵ sẽ do địa phương đề nghị lên.
Ngày 20 tháng 12 năm 1975, Bộ Chính trị ban hành Nghị quyết số 19/NQ về việc hợp nhất tỉnh Bạc Liêu và tỉnh Cà Mau thành một tỉnh mới, tên gọi tỉnh mới cùng với nơi đặt tỉnh lỵ sẽ do địa phương đề nghị lên.
Ngày 24 tháng 2 năm 1976, Chính phủ Cách mạng Lâm thời Cộng hòa miền Nam Việt Nam ban hành Nghị định số 3/NQ/1976 về việc hợp nhất tỉnh Bạc Liêu và tỉnh Cà Mau thành một tỉnh mới, lấy tên là tỉnh Bạc Liêu – Cà Mau. Xã An Trạch thuộc huyện Giá Rai, tỉnh Bạc Liêu – Cà Mau.
Ngày 10 tháng 3 năm 1976, Chính phủ ban hành Nghị quyết về việc thành lập tỉnh Minh Hải trên cơ sở đổi tên tỉnh Bạc Liêu – Cà Mau. Khi đó, xã An Trạch thuộc huyện Giá Rai, tỉnh Minh Hải.
Ngày 4 tháng 4 năm 1979, Hội đồng Chính phủ ban hành Quyết định số 142-CP về việc:
- Sáp ấp Khúc Tréo và ấp Nhân Dân của xã An Trạch vào xã Phong Thạnh Tây.
- Chia xã An Trạch thành 5 xã: An Hòa, An Bình, An Hạnh, An Phúc và An Trạch.

Ngày 14 tháng 2 năm 1987, Hội đồng Bộ trưởng ban hành Quyết định số 33B-HĐBT về việc:
- Sáp nhập xã An Hạnh vào xã An Hòa.
- Sáp nhập xã An Bình vào xã An Trạch.

Sau khi phân vạch, điều chỉnh địa giới hành chính:
- Xã An Hòa có 5.221 ha đất và 10.228 nhân khẩu.
- Xã An Trạch có 4.558 ha đất và 10.150 nhân khẩu.

Ngày 13 tháng 4 năm 1991, Ban Tổ chức – Cán bộ của Chính phủ ban hành Quyết định số 183/QĐ-TCCP về việc sáp nhập xã An Hòa vào xã An Trạch.
Ngày 6 tháng 11 năm 1996, Quốc hội ban hành Nghị quyết về việc chia tỉnh Minh Hải thành tỉnh Bạc Liêu và tỉnh Cà Mau. Khi đó, xã An Trạch thuộc huyện Giá Rai, tỉnh Bạc Liêu.
Ngày 24 tháng 12 năm 2001, Chính phủ ban hành Nghị định số 98/2001/NĐ-CP về việc:
- Thành lập huyện Đông Hải thuộc tỉnh Bạc Liêu.
- Chuyển xã An Trạch thuộc huyện Giá Rai về huyện Đông Hải mới thành lập quản lý.

Tính đến ngày 31/12/2024:
- Xã An Trạch có 9 ấp: Anh Dũng, Hiệp Vinh, Hoàng Minh, Hoàng Minh A, Lung Lá, Thành Thưởng, Thành Thưởng A, Văn Đức A, Văn Đức B.
- Xã An Trạch A có 8 ấp: 1, 2, Ba Mến, Ba Mến A, Quyết Chiến, Quyết Thắng, Thành Thưởng B, Thành Thưởng C.

Ngày 12 tháng 6 năm 2025, Quốc hội ban hành Nghị quyết số 202/2025/QH15 về việc sắp xếp đơn vị hành chính cấp tỉnh (nghị quyết có hiệu lực từ ngày 12 tháng 6 năm 2025). Theo đó, sáp nhập tỉnh Bạc Liêu vào tỉnh Cà Mau.
Ngày 16 tháng 6 năm 2025, Ủy ban Thường vụ Quốc hội ban hành Nghị quyết số 1655/NQ-UBTVQH15 về việc sắp xếp các đơn vị hành chính cấp xã của tỉnh Cà Mau năm 2025 (nghị quyết có hiệu lực từ ngày 16 tháng 6 năm 2025). Theo đó, sáp nhập toàn bộ 51,01 km² diện tích tự nhiên, quy mô dân số là 13.161 người của xã An Trạch A vào toàn bộ 49,22 km² diện tích tự nhiên, quy mô dân số là 15.251 người của xã An Trạch thuộc huyện Đông Hải, tỉnh Bạc Liêu.
Xã An Trạch có 49,22 km² diện tích tự nhiên và quy mô dân số là 15.251 người.

## Xã hội
Các trường học trên địa bàn xã An Trạch:
- Trường Mẫu giáo Anh Đào: ấp Thành Thưởng.
- Trường Tiểu học Nguyễn Chí Thanh: các ấp Anh Dũng, Hiệp Vinh, Lung Lá.
- Trường Tiểu học Lê Văn Tám: các ấp Văn Đức A, Hoàng Minh, Thành Thưởng.
- Trường THCS Võ Nguyên Giáp: ấp Văn Đức A.

Hiện nay, xã có 1 trạm y tế xã tại ấp Văn Đức A.

## Du lịch
Trên địa bàn xã có:
- Đình An Trạch trên 100 năm ở ấp Văn Đức B
- Khu di tích lịch sử Cây Ớt ở ấp Văn Đức A
- Nhà thờ Cha Diệp ở ấp Thành Thưởng B
- Chùa Liên Hoa, chùa Huệ Đông Thiên ở ấp Thành Thưởng A
- Vườn cò Năm Trục ở ấp Anh Dũng
- Vườn cò Chín Ẩn ở ấp Lung Lá.